# Armen Bagdasarov
Armen Bagdasarov (ros. Армен Юрьевич Багдасаров, Armen Jurjewicz Bagdasarow; ur. 31 lipca 1972 roku w Taszkentcie) – uzbecki judoka pochodzenia ormiańskiego. Swój pierwszy medal zdobył na Letnich Igrzyskach Olimpijskich w 1996 roku w Atlancie w kategorii średniej (-86 kg). Na swoim koncie ma również srebro podczas Igrzysk azjatyckich oraz dwa złote krążki na mistrzostwach Azji. Po zdobyciu mistrzostwa Azji w 1999 roku dostał tytuł „Sportowca Republiki Uzbekistanu”.
Na letnich igrzyskach olimpijskich wystąpił dwa razy. Za pierwszym w 1996 roku zdobył srebrny medal, zaś za drugim razem w 2000 roku zajął 9. miejsce.
W 2001 roku zakończył swoją karierę, na swoim koncie miał rozegranych 73 walk, z czego 42 wygrał a 31 przegrał. Został trenerem reprezentacji Uzbekistanu, a później działaczem krajowej federacji sportu. W 2006 roku otrzymał order „Zasłużonego Mistrza Sportu Republiki Uzbekistanu”.